# Dúrcal
Dúrcal è un comune spagnolo di 6 263 abitanti situato nella comunità autonoma dell'Andalusia.